# Guillermo Ochoa
Francisco Guillermo Ochoa Magaña (født 13. juli 1985 i Guadalajara, Mexico) er en mexicansk fodboldspiller (målmand). Han spiller for Salernitana i Italien.
Ochoa startede sin seniorkarriere i den hjemlige liga hos Club América, hvor han spillede fra 2004 til 2011. Herefter rejste han til Europa, og skrev kontrakt med AC Ajaccio på den franske ø Korsika. Her spillede han frem til sommeren 2014, hvor han skiftede transferfrit til Málaga.

## Landshold
Ochoa står (pr. november 2022) noteret for 132 kampe for Mexicos landshold. Han har repræsenteret landet ved både VM i 2006, VM i 2010, VM i 2014 og VM i 2018. Han har også to gange, i 2009 og 2011, været med til at vinde guld ved de nordamerikanske mesterskaber CONCACAF Gold Cup.

## Titler
Liga MX
- 2005 med Club América

CONCACAF Gold Cup
- 2009 og 2011 med Mexico